# Nicolea chilensis
Nicolea chilensis är en ringmaskart som först beskrevs av Schmarda 1861.  Nicolea chilensis ingår i släktet Nicolea och familjen Terebellidae. Inga underarter finns listade i Catalogue of Life.